# Vasile Tomazian
Vasile Tomazian, pe numele real Vasile Stănilă Tomazian, (n. 2 ianuarie 1900, Sâmbăta de Sus, Brașov, România – d. 3 ianuarie 1978, București, România) a fost un actor român, vedetă a teatrului de estradă și a cupletului radio și de televiziune.

## Biografie
În 1916, la numai 16 ani, renunță la liceu și vine în București unde își câștigă primii bani ca muncitor arămar, ucenic și apoi lucrător la o fabrică de aparate chimice de pe Șoseaua Viilor din București. 
Talentul artistic și-l descoperă pe când era angajat în fabrică, unde, la o serbare, este invitat, în mod special, să-și dea concursul, ocazia cu care va cânta și va recita pentru prima dată în public. 
Un an mai târziu, în 1917, este angajat ca figurant la Operă jucând alături de artiști renumiți ca Georghe Folescu, Mihăilescu, Toscani sau Emil Marinescu.
Va reuși apoi să fie inclus în corul Teatrului Liric unde, alături de marii Nae Leonard și Maximilian, va juca în operetele „Contesa Maritza“, „Vînzătorul de păsări“ și „Voevodul țiganilor“. 
În 1920 îl cunoaște pe popularul cupletist Iorgu Tomescu care-l angajează la cinematograful „Jupiter“ de pe Calea Moșilor unde, în pauzele dintre filme, va interpreta o serie de scheciuri ce-l vor propulsa repede printre cei mai renumiți comici ai Bucureștiului. 
Profitând de succesul obținut, împreuna cu fratele său, va înființa un „duo comic“ ce se va transforma repede într-un cvartet, fiecare evoluând alături de soții. Vor străbate astfel, timp de 25 de ani, întreaga țară, jucând revistă la cinematografele din Calea Moșilor, din Calea Griviței, din Calea Rahovei, pe la mustării și în tot felul de săli și sălile din țară, unde își „produceau“ scheciurile și cupletele, cu piesele și comediile prelucrate și adaptate de ei, mereu dornici să înveselească spectatorii. 
În 1945, după unul din spectacolele dintre filmele ce rulau la cinematograful „Nisa“, lîngă Cișmigiu, îl cunoaște pe Aurel Felea care, după ce-l intervievează, îl recomandă lui N. Stroe pentru a juca teatrul „Atlantic“ unde va debuta în revista „Votați cu Stroe“. 
Acolo, la „Atlantic“, își va lansa și primele monologuri când, confruntat cu lipsa unei partenere în scheciul „Pietonul de la Băilești", a decis să își dea singur replica pe scenă obținând un succes atît de mare încît, în următoarele reviste, a interpretat numai monologuri.
A făcut parte, în ultima perioadă a vieții, din trupa Teatrului de revistă „Constantin Tănase”, unde a jucat în numeroase spectacole, printre care: Ocolul pământului în 30 de melodii, Un băiat iubește o fată, Cer cuvântul!, Fără mănuși, Vitamina M... Muzica!, București 500, Ca la revistă, Se caută o vedetă și Pagini alese din Revista de altădată.
A înregistrat în 1966, la Electrecord, un disc de vinil intitulat Sal’tare, taică și noroc! Momente vesele cu Vasile Tomazian. De asemenea, a fost des invitat la emisiunea „Ora veselă” de la Radio România.
Vasile Stănilă Tomazian a fost căsătorit cu Florica Stănilă și a avut o fiică, profesoară de educație fizică.
Datorită popularității sale, în 1960, cetățenii din Circumscripția 84 a raionului 23 August, în care locuia, l-au ales deputat în Sfatul Popular al raionului.
A decedat în ianuarie 1978 și a fost înmormântat în 5 ianuarie 1978 la cimitirul Bellu din București.
Arhiva popularului actor Vasile Tomazian se află în posesia biografului său, Fabian Anton.

## Distincții
- Medalia „A cincea aniversare a Republicii Populare Române” (24 decembrie 1952) „pentru lupta și munca duse în vederea făuririi, consolidării și prosperării Republicii Populare Române”[6]
- Ordinul Muncii clasa a III-a (1 octombrie 1957) „pentru merite deosebite în activitatea artistică”[7]

## Roluri în teatru (selectiv)
- Leul din Damasc (1944)
- Votați cu Stroe (1946)
- Nunta lui Stroe (1947)
- Sportul de altădată (1953)
- Fără mănuși (1954)
- Călătorie pe note (1956)
- De la doine la romanțe (1956)
- Bujor al 12-lea (1957)
- Spectacol de estradă (1957)
- Concert de muzică distractivă (1957)
- Seara melodiilor (1957)
- Seara succeselor (1959)
- București 500 (1959)
- Două zile la Constanța (1959)
- Serbarea prieteniei (1959)
- Pentru tine București (1959)
- Ocolul pământului în 30 de melodii (1962)
- Pagini alese din Revista de altădată (1964)
- Așa a fost la Mexico (1970)
- Glume oltenești – Doi olteni la București (1973)

## Filmografie
- Bulevardul „Fluieră vântu“ (1950)
- ...Și Ilie face sport (1954)
- Desfășurarea (1954)
- Șofer de mare viteză (1955)
- Pe răspunderea mea (1956)
- Băieții noștri (1960)
- Nu vreau să mă însor (1961)
- Setea (1961)
- Aproape de soare (1961)
- Post restant (1962)
- Mofturi 1900 (1965)
- Corigența domnului profesor (1968)
- Vin cicliștii (1968)

## Pseudonime
- Jean Thomas
- Jan Tomas
- Ion Tomas
- V. Thomas
- Vasile Tomazian